# 에릭 정맨
에릭 정맨(Eric Jungmann, 1981년 12월 2일 ~ )은 미국의 배우이다.
올랜도에서 태어났다.

## 출연 작품
- 패러럴즈 (2015년)
- 샷건 웨딩 (2013년)
- 타이머 (2009년)
- 킬러 패드 (2008, Killer Pad)
- 춤스크러버 (2005년)
- 해피 엔딩 (2005년) - 16살 찰리 역
- 아웃사이드 (2002년)
- 위닝 런던 (2001년)
- 섹스 아카데미 (2001년)
- 그들만의 계절 (1999년)
- 패컬티 (1998년)
- 사브리나 - TV 시리즈 (1996년)
- 나이트 스토커